# Кам'яний Міст (Новоукраїнський район)
Кам'яний Міст — село в Україні, у Новоукраїнській міській територіальній громаді Новоукраїнського району Кіровоградської області. Населення становить 426 осіб.
Село розташоване у степовій Україні, на гранітному плато. Цим пояснюється проблема копання криниць, вода привозна. Ґрунти чорноземи, основні корисні копалини — глина і граніт. Кольорові граніти Капустянського родовища, що на території села, прикрашають архітектуру міст багатьох країн світу. Поруч Войнівське родовище (с. Войнівка). У радянські часи в селі була свиноферма на 20 тис. голів, процес вирощування був налагоджений, починаючи від свиноматки, закінчуючи ковбасним цехом.

## Населення
Згідно з переписом УРСР 1989 року чисельність наявного населення села становила 482 особи, з яких 228 чоловіків та 254 жінки.
За переписом населення України 2001 року в селі мешкало 428 осіб.

### Мова
Розподіл населення за рідною мовою за даними перепису 2001 року:
| Мова       | Відсоток |
| ---------- | -------- |
| українська | 93,19 %  |
| російська  | 5,16 %   |
| молдовська | 1,17 %   |
| білоруська | 0,47 %   |